# Anisodactylus hispanus
Anisodactylus (Anisodactylus) hispanus – gatunek chrząszcza z rodziny biegaczowatych i podrodziny Harpalinae.

## Opis
Chrząszcz średniej wielkości, 10 do 12 mm długi. Przedplecze mniej poprzeczne niż u A. signatus, a jego kąty tylne wyraźne. Tylna krawędź przedplecza wyraźnie zakrzywiona, nieco wyniesiona między dołkami przypodstawowymi a brzegami bocznymi. Golenie przedniej pary odnóży o ostrodze wierzchołkowej pojedynczej.

## Rozprzestrzenienie
Gatunek palearktyczny, endemiczny dla Półwyspu Iberyjskigo, gdzie występuje w Hiszpanii i Portugalii.